# Управление проектным циклом государственных политик и программ

## Управление проектным циклом государственных политик и программ
Методика, получившая название «Управление проектным циклом» (англ. Project Cycle Management), была принята Европейской Комиссией в начале 90-х годов с целью улучшения качества разработки и управления проектами. 

Проекты и программы порой очень трудно отделить друг от друга. Например, структура мероприятия может быть рассмотрена как маленький проект на локальном уровне, а в масштабе всего государства являться социальной программой (зависит от конкретного случая). Однако в основе программы всегда лежит несколько проектных кластеров, программа внедряется как серия проектов. Политика, в свою очередь, представляет собой ряд взаимосвязанных программ. Таким образом, в целом можно заключить, что методика управления проектным циклом  применима как к программам, так и политикам.
Система УПЦ используется, в первую очередь, для улучшения качества результатов той или иной программы, политики, проекта, степени удовлетворенности бенефициариев. Управление проектным циклом также позволяет создавать ряд преимуществ для адресатов программ.
Необходимость в применении данной методики возникла неслучайно - плохое планирование и неудовлетворительная подготовка проекта, несоответствие реальным потребностям, игнорирование многих факторов, которые влияют на долгосрочную жизнеспособность проекта, устойчивость результатов – эти и многие другие слабые места стали для старой системы своего рода дамокловым мечом, создавшим возможность для нововведений.

### Ключевые характеристики
Впервые метод проектного цикла был упомянут в середине 80-х годов (Главным управлением Европейской комиссии по развивающимся странам, издан документ «Интегрированный подход к управлению проектным циклом», Integrated Approach to Project Cycle Management).
Позже эксперты Отдела по оцениванию Главного управления по развивающимся странам определили три фундаментальных принципа нового подхода по отношению к прежним:  
- учет интересов бенефициариев  (любая цель проекта или/и политики должны быть представлены в терминах выгод, преимуществ для потенциальных бенефициариев, стейкхолдеров)
- важность этапов подготовки проекта, внедрения и оценивания (установление критериев значимости тех или иных выгод, преимуществ)
- значимость процесса принятия решений внутри проектного цикла (от качественного уровня принимаемых решений зависит успешность всех этапов цикла)

На данный момент основная методология УПЦ структурирована в «Руководстве управления проектным циклом» Европейской комиссии (Project Cycle Management Guidlines, Volume 1, March, 2004)

### Этапы проектного цикла
Обычно понятие «проектный цикл» понимается как последовательный процесс, в рамках которого планируются, выполняются и оцениваются проекты. Цикл включает в себя несколько этапов. Проектный цикл, принятый Европейской Комиссией, состоит из пяти этапов: 
1. Программирование (анализ ситуации  с целью определения проблем, препятствий и возможностей для развития, обзор социально-экономических показателей, национальных приоритетов)
2. Определение (тщательно отбираются идеи проектов для последующего изучения, консультации с потенциальными получателями содействия, анализ проблем, с которыми они сталкиваются, и определение возможных вариантов решения этих проблем, решение об уместности и значимости проектных идей)
3. Формулирование (уместные проектные идеи развиваются в практические планы действий, подробная детализация идеи проекта, принимается решение о составлении официального финансового предложения).
4. Осуществление  (мобилизуются ресурсы для выполнения проекта,  проект выполняется, в случае необходимости работа проекта корректируется).
5. Оценка (проект оценивается для того, чтобы определить - что было достигнуто и, какие уроки из выполнения проекта можно извлечь на будущее, результаты оценки используются для улучшения качества будущих проектов и программ, распространенной практикой является проведение промежуточной оценки проекта).

Заключительный этап  цикла – оценивание – по праву считается одним из главных в проектном процессе. Для успеха и результативности будущих программ необходимо  встраивать опыт существующих и законченных проектов в разработку иных программ и проектов, что невозможно без обобщения на этапе оценки. На данном этапе изучается проделанная на разных фазах работа, делаются заключительные выводы (обычно в рамках ex-post оценивания)
Процесс УПЦ начинается с  определения собственно идеи проекта, затем она преобразуется  в рабочий план, который может быть осуществлен. На этапе оценки производится оценивание результатов уже завершенного проекта. Благодаря применению методики проектного цикла обеспечивается информированность и логичность принятия решения на всех стадиях жизни проекта. УПЦ предполагает переход к стратегическому планированию. В рамках определённой стратегии устанавливаются цели, задачи, подлежат учету всевозможные риски, которые могут возникнуть в ходе проекта. Стратегический подход представляет собой более качественное решение в управлении проектном циклом, позволяет обеспечить соответствие проектов реальным нуждам получателей помощи (уместность), их выполнимость и устойчивость.

### Основные инструменты УПЦ
1. “Основной формат (образец)" - одностраничная инструкция, которая призвана сопровождать весь проект, на всех его этапах. Он содержит перечень наиболее важных критериев для описания проекта, которые основаны на многолетнем международном профессиональном опыте подготовки, внедрения и оценки проектов/программ. Будучи впервые напечатанным в 1993 году, позже документ был исправлен и дополнен. Гайд опирается на принципы соблюдения прав личности, компетентного управления, административной и процедурной открытости процесса, активного вовлечения стейкхолдеров в проектный цикл.
2. "Описание фаз проекта и решений" -  оперативное выражение и наглядное представление различных этапов проекта. В таблице из двух колонок каждой фазе (проектная идея, предварительное экономическое обоснование проекта, формулирование содержательной части проекта, подготовка документов о финансировании проекта, собственно реализация, подготовка доклада об оценивании проекта) соответствует определённое решение, руководство к действию. Причем отрицательное заключение на одной только фазе «предварительное экономическое обоснование» может поставить под сомнение уместность проектных идей и остановить процесс подготовки, пока он не зашёл слишком далеко.
3. Основным инструментом, используемым в УПЦ для проектного управления, является логико-структурный подход. Составляемый в процессе проекта документ «Логическое обоснование» представляет собой особую матрицу, которая позволяет поэтапно структурировать весь проектный цикл, проверить степень рациональности проекта/программы; заинтересованные стороны, таким образом, могут выявлять и анализировать проблемы, а также определять цели и действия, которые должны быть выполнены для решения этих проблем. Используя логическую структуру, разработчики подвергают проверке весь замысел предлагаемого проекта, чтобы удостовериться в его уместности, выполнимости и устойчивости.

### Проектное управление государственных политик и программ
Система УПЦ также применима к управлению государственными программами, несмотря на исключительную особенность государственного сектора по сравнению с частным. В период так называемой «третьей волны», когда вследствие многочисленных административных реформ возник термин «Новое государственное управление» (НГУ, New public management),  важность успеха государственных программ и политик возросла, что непосредственно дало толчок для перехода на новый уровень ведения проектов. В основе НГУ  лежит предположение о возможности по аналогии с частным сектором перенести акцент с контроля за соблюдением государственными служащими правил на контроль за результатами их деятельности и установления связи между результатами деятельности и мерами стимулирования и наказания. Также следует учитывать, что в государственных программах основная деятельность происходит за их пределами, силами не участников программы  (реализующими проекты), а субъектов программы и адресатов-бенефициаров, на которых непосредственно воздействует программа в рамках становящихся институтов и инфраструктуры.
Одно из преимуществ УПЦ состоит в том, что оно объединяет этапы в цикл таким образом, что проектные цели и вопросы устойчивости остаются в центре внимания в течение всей жизни проекта. Специфика УПЦ (в т.ч. в рамках его применения к государственным политикам) - ключевая роль принадлежит потенциальным бенефициариям, они в полной мере включены в процесс принятия решения. УПЦ позволяет также избежать перерасхода бюджетных средств вследствие детализации и систематизации проектного процесса.
Основные проблемы, которые обычно возникают при реализации государственных программ:  несоответствие получаемых результатов ранее поставленным целям (зафиксированные в официальных документах цели программы не являются элементом повседневной жизни для участников программы, а используются исключительно для обоснований в формальных финансовых документах, нет четко отлаженных механизмов использования результаты предыдущих лет в проектах последующих лет (постоянно вновь возникающие организационные проблемы), нет взаимного доверия к принимаемым участниками программы решениям (непрозрачность процесса принятия решения, отсутствие взаимной ответственности). Часто сама программа нацелена на недопущение недостатков общественного развития и предотвращение кризиса, что непосредственно отражается на общественном восприятии содержания программы.
В начале проектного цикла обязательно должны быть определены общественные приоритеты, основные  направления программы/ политики. Важно также установить круг сопричастных к проекту лиц, так называемых стейкхолдеров, приемлемый уровень их участия в процессе принятия решения в течение всего проектного цикла.  В том числе, последнее с большой степенью вероятности влияет на такие показатели программы, как эффективность, степень восприимчивости  к актуальным общественным нуждам,  результативность, прозрачность, объективность, ответственность со стороны всех участников. Заинтересованные стороны  должны быть вовлечены как можно более полно, что требует от разработчиков проекта способностей к работе команде и умения направлять совместные усилия. В то же время активное участие в программе не гарантирует абсолютного успеха и достижения поставленных целей: велика вероятность возникновения так называемого конфликта интересов, вследствие которого процесс достижения компромисса может быть трудоемким и достаточно продолжительным.
На практике бывает достаточно трудно следовать принятым руководствам, в первую очередь, из-за того, что многие процессы реальной жизни сложны, взаимосвязаны и непредсказуемы. Чтобы как-то связать практику и теорию, было принято решение применять в качестве «моста»   ToR  (Terms of Reference, теоретико-практическое соответствие). Каждый проект, каждая программа – отдельный и исключительный кейс, не имеющий аналогов ни  в прошлом, ни в будущем.
Составление ToR для каждого индивидуального проекта/программы – оперативная необходимость для обеспечения сопоставимости реального положения вещей теоретическим основам УПЦ.  ToR  четко устанавливает отдельные особенности каждого конкретного случая с учетом общего УПЦ подхода.